# Tollaslabda a 2014. évi nyári ifjúsági olimpiai játékokon
A 2014. évi nyári ifjúsági olimpiai játékokon a tollaslabda versenyeinek Nankingban a Nanking Sport Institute adott otthont augusztus 17. és 22. között. A fiúknál és a lányoknál egyes tornát, valamint egy vegyes páros tornát rendeztek, így összesen három versenyszámban avattak ifjúsági olimpiai bajnokot.

## Naptár
Az időpontok helyi idő szerint (UTC+8) értendők.
| Dátum         | Időpont     | Versenyszám                                                                     |
| ------------- | ----------- | ------------------------------------------------------------------------------- |
| Augusztus 17. | 09:00 13:30 | Fiú, egyes, csoportkör Lány, egyes, csoportkör                                  |
| Augusztus 17. | 18:30       | Vegyes páros, csoportkör                                                        |
| Augusztus 18. | 09:00 13:30 | Fiú, egyes, csoportkör Lány, egyes, csoportkör                                  |
| Augusztus 18. | 18:30       | Vegyes páros, csoportkör                                                        |
| Augusztus 19. | 09:00 13:30 | Fiú, egyes, csoportkör Lány, egyes, csoportkör                                  |
| Augusztus 19. | 18:30       | Vegyes páros, csoportkör                                                        |
| Augusztus 20. | 18:30       | Fiú, egyes, negyeddöntők Lány, egyes, negyeddöntők Vegyes páros, negyeddöntők   |
| Augusztus 21. | 17:00       | Fiú, egyes, elődöntők Lány, egyes, elődöntők Vegyes páros, elődöntők            |
| Augusztus 22. | 12:00       | Fiú, egyes, bronzmérkőzés Lány egyes, bronzmérkőzés Vegyes páros, bronzmérkőzés |
| Augusztus 22. | 17:00       | Fiú, egyes döntő Lány, egyes döntő Vegyes páros, döntő                          |

## Éremtáblázat
(A táblázatokban a rendező ország eltérő háttérszínnel, az egyes számoszlopok legmagasabb értéke vastagítással kiemelve.)
| A 2014. évi nyári ifjúsági olimpiai játékok éremtáblázata tollaslabdában | A 2014. évi nyári ifjúsági olimpiai játékok éremtáblázata tollaslabdában | A 2014. évi nyári ifjúsági olimpiai játékok éremtáblázata tollaslabdában | A 2014. évi nyári ifjúsági olimpiai játékok éremtáblázata tollaslabdában | A 2014. évi nyári ifjúsági olimpiai játékok éremtáblázata tollaslabdában | Olimpia  |
| ------------------------------------------------------------------------ | ------------------------------------------------------------------------ | ------------------------------------------------------------------------ | ------------------------------------------------------------------------ | ------------------------------------------------------------------------ | -------- |
|                                                                          | Ország                                                                   | Arany                                                                    | Ezüst                                                                    | Bronz                                                                    | Összesen |
| 1.                                                                       | Kína (CHN)                                                               | 2                                                                        | 1                                                                        | 0                                                                        | 3        |
| –                                                                        | Nemzetek vegyes csapatai                                                 | 1                                                                        | 1                                                                        | 1                                                                        | 3        |
|                                                                          |                                                                          |                                                                          |                                                                          |                                                                          |          |
| 2.                                                                       | Japán (JPN)                                                              | 0                                                                        | 1                                                                        | 0                                                                        | 1        |
|                                                                          |                                                                          |                                                                          |                                                                          |                                                                          |          |
| 3.                                                                       | Indonézia (INA)                                                          | 0                                                                        | 0                                                                        | 1                                                                        | 1        |
| 3.                                                                       | Thaiföld (THA)                                                           | 0                                                                        | 0                                                                        | 1                                                                        | 1        |
|                                                                          |                                                                          |                                                                          |                                                                          |                                                                          |          |
| Összesen                                                                 | Összesen                                                                 | 3                                                                        | 3                                                                        | 3                                                                        | 9        |

## Érmesek
| A 2014. évi nyári ifjúsági olimpiai játékok érmesei tollaslabdában |                                                               |                                                              |                                                                      |
| Versenyszám                                                        | Arany                                                         | Ezüst                                                        | Bronz                                                                |
| Fiú egyes                                                          | Shi Yuqi · Kína (CHN)                                         | Lin Guipu · Kína (CHN)                                       | Anthony Ginting · Indonézia (INA)                                    |
| Lány egyes                                                         | He Bingjiao · Kína (CHN)                                      | Akane Yamaguchi · Japán (JPN)                                | Busanan Ongbumrungpan · Thaiföld (THA)                               |
| Vegyes páros                                                       | Cheam June Wei · Malajzia (MAS) · Ng Tsz Yau · Hongkong (HKG) | Kanta Tsuneyama · Japán (JPN) · Lee Chia-hsin · Tajvan (TPE) | Sachin Angodavidanalage · Srí Lanka (SRI) · He Bingjiao · Kína (CHN) |